# Адель Французская (графиня Фландрии)
Аде́ль Францу́зская (фр. Adèle de France, Адель Святая, Адель Месенская, 1009 — 8 января 1079, Месен) — дочь короля Франции Роберта II, в браке герцогиня Нормандии (январь — август 1027 года) и графиня Фландрии (1035—1065).

## Биография
Адель была второй дочерью Роберта II (Благочестивого) и Констанции Арльской. Её обычно идентифицируют со знатной Аделью, которая в январе 1027 года была выдана за Ричарда III, герцога Нормандии. Брак был недолгим — 6 августа того же года Ричард III неожиданно умер, после чего Адель была выдана за Бодуэна V, графа Фландрии, в 1028 году.
После смерти брата Адели Генриха I Французского опекунство над его семилетним сыном Филиппом I взяла вдова короля Анна Ярославна и муж Адели Бодуэн V, которые в 1060—1067 годах были регентами Франции.
В 1071 году третий сын Адели Роберт планировал вторгнуться во Фландрию, которой в то время правил внук Адели, Арнульф III. Когда мать услышала о планах Роберта, она попросила Филиппа I остановить его. Филипп послал солдат для поддержки Арнульфа, в том числе контингент из десяти нормандских рыцарей во главе с Уильямом Фиц-Осберном. Силы Роберта атаковали численно превосходящую армию Арнульфа у Касселя, прежде чем она смогла построиться для сражения, Арнульф был убит вместе с Фиц-Осберном. Разгромная победа Роберта вынудила Филиппа заключить с ним мир и признать его графом Фландрии. Год спустя Филипп женился на падчерице Роберта Берте Голландской.
Адель проявляла сильный интерес к церковным реформам Бодуэна и приняла участие в основании нескольких коллегиальных церквей. Прямо или косвенно, она была причастна к основанию коллегиат в Эре (1049), Лилле (1050) и Харельбеке (1064), а также аббатств Месена (1057) и Энаме (1063). После смерти Бодуэна в 1067 году Адель отправилась в Рим, приняла постриг в монахини из рук папы Александра II и удалилась в бенедиктинский монастырь Месена, недалеко от Ипра. Там она умерла и была похоронена в монастыре. Адель была канонизирована Римско-католической церковью, её день памяти 8 сентября.

## Семья
Первый возможный брак Адели был заключен в 1027 году с Ричардом III Нормандским (ум. 1027). У них не было детей.
Второй брак с Бодуэном V, графом Фландрии был заключен в 1028 году. Их дети:
- Бодуэн VI (1030—17 июля 1070) — граф Фландрии с 1067[4].
- Матильда Фландрская (ок. 1031 — 2 ноября 1083): муж — Вильгельм I Завоеватель, герцог Нормандии, затем король Англии[4].
- Роберт I Фризский (1035—13 октября 1093) — граф Фландрии[6] с 1071[4].